# ایوان وربی
ایوان وِرِبِی (مجاری: Verebély Iván؛ زادهٔ ۷ دسامبر ۱۹۳۷ – درگذشتهٔ ۲۳ سپتامبر ۲۰۲۰) بازیگر و کمدین اهل مجارستان بود. از فیلم‌ها یا مجموعه‌های تلویزیونی که وی در آن‌ها نقش داشته‌است می‌توان به عنکبوت آبی اشاره نمود. وی در سال ۱۹۷۲ برندهٔ جایزه ماری یاسایی و در سال ۲۰۰۸ برندهٔ نشان صلیب شوالیه جمهوری مجارستان شد.